# ひまわり日記
『ひまわり日記』（ひまわりにっき）は、あさぎり夕による日本の漫画作品。
『なかよし』（講談社）にて1991年9月号別冊付録連載された。

## 書誌情報
- ひまわり日記 ISBN 4-06-178708-X 初版発行日1992.2.6
  - 愛しのウルフボーイ(なかよしデラックス1987年1号)/スローガール　スーパーボーイ(なかよし1987年9月号)/毛糸玉の予感(単行本描き下ろし)